# Нереј
Нереј (грч. Nereus) (лат. nereus) је морски бог, најстарији син бога мора Понта и богиње Земље Геје.

## Митологија
Према грчкој митологији, Нереј је старац са педесет кћерки које је имао са својом женом Доридом, а помиње се и његов син Нерит.
Нереј, морски бог, живео је у Егејском мору између острва Самотраке и Имбра. Често је мењао своје обличје, а био је обдарен и пророчким моћима.
Познат је постао по томе што је увек говорио истину, али је нерадо изрицао своја пророчанства, сем када би на то био приморан. Херакле је један од оних који је успео наговорити Нереја да му изговори пророчанство.
Нереј је волео људе и био им је веома склон, па их је даривао предивним морским пејзажима, а посебно је волео веште, храбре и одважне поморце.